# 聚賢居

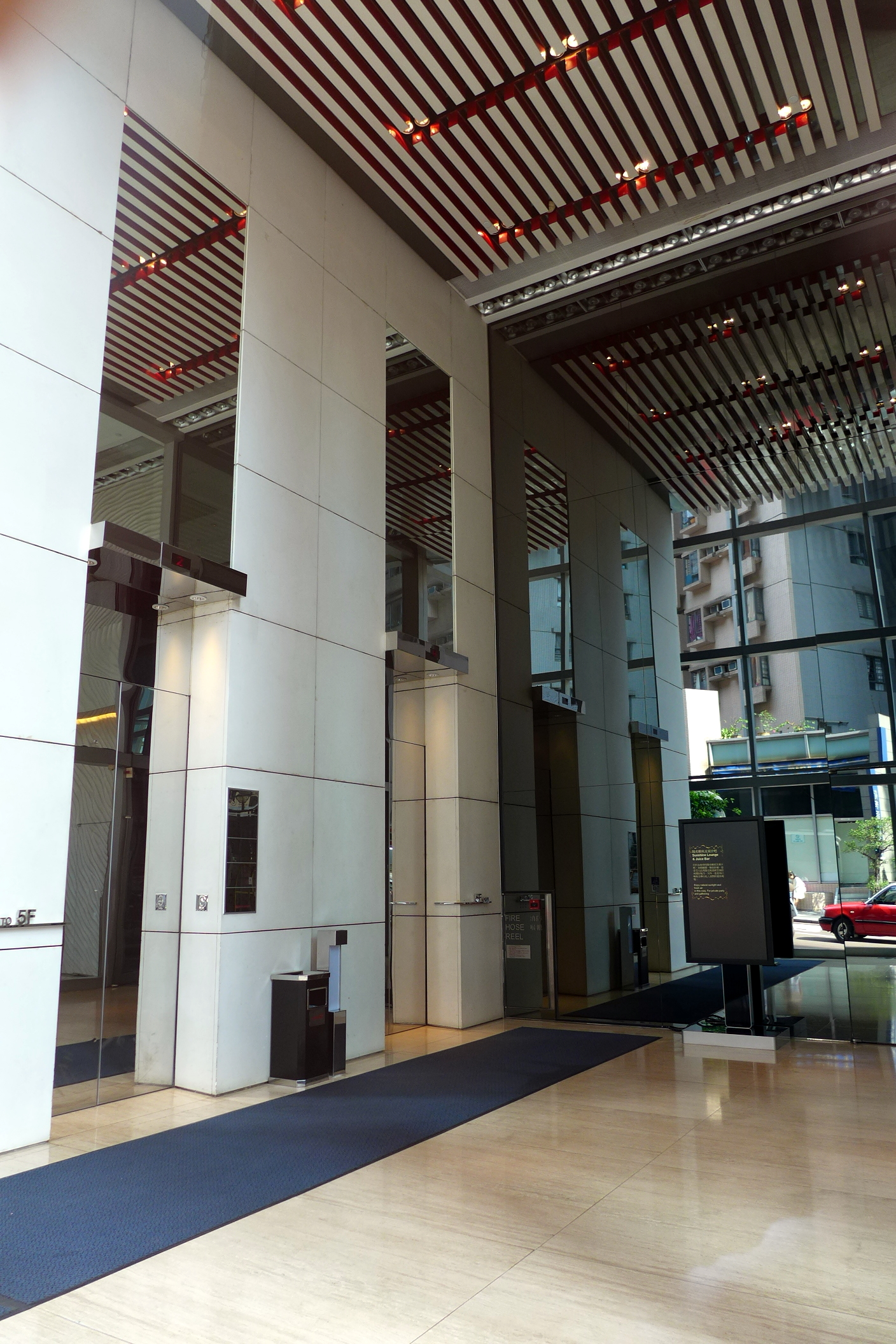
聚賢居荷李活道入口住宅大堂

聚賢居（英語：CentreStage）位於香港香港島上環荷李活道108號的高级住宅項目，由恒基兆業發展。物業共有2座住宅大廈，樓高37層，提供385伙，主打2至4房單位，面積介乎500至2538方呎不等，於2006年6月入伙。

## 住宅
6至33樓為標準層，提供一至三房單位，35樓起名為「行政層」，部份為特色戶，當中24個屬相連戶，16個為複式單位。

## 設施
聚賢居於荷李活道及士丹頓街都設有出入口，兩個入口旁都設有地舖，現由高級餐廳承租。物業5樓設住宅會所，提供逾20項設施，包括25米室外恆溫泳池、桌球室、水療按摩、健身及桑拿浴室等。

## 銷售
聚賢居在2005年9月樓花期開售，雖然呎價逾8,000元，最低入場費約380萬元，但反應理想，結果也沒有貨尾單位。之後，聚賢居的名字及銷售方式也被恒基另一個樓花項目模仿，它就是匯賢居。

## 英文名稱
聚賢居的英文名，以它的牌子為準，是個專有名字，正確的寫法是「CentreStage」，當中沒有吉位在兩個字之間的，而"C" 及 "S"字母是大寫。 它的名字是仿照澳洲著名的一座同名藝術建築物 （页面存档备份，存于） 。兩者都期望代表是有品味之作品。而英文名兩個字的「Centre Stage」，是一套溫馨勵志電影，中文名是《舞國英雄譜》

## 鄰近
物業的賣點是近中環銀行區、蘭桂坊及中環蘇豪區等，因此樓盤廣告以交通方便、環境時尚等方面作為宣傳優勢。住宅東面近PMQ元創方、西面近上環文武廟、北面臨荷李活華庭、南面近必列者士街的雍翠台。

## 外部連結
- 聚賢居官方網頁
- 中上環的聚賢居地圖 （页面存档备份，存于）
- 聚賢居物業資料

1. ↑  .   [2015-05-17]. （原始内容存档于2017-06-16）.
2. ↑  .   [2015-05-17]. （原始内容存档于2015-05-18）.